# Bruce Haynes
Pour les articles homonymes, voir Haynes.
Bruce Haynes (14 avril 1942 – 17 mai 2011) est un hautboïste, flûtiste à bec, musicologue et spécialiste américano-canadien de la musique ancienne.
Haynes est décédé le 17 mai 2011 à Montréal.

## Biographie
Bruce Haynes est né à Louisville, dans le  Kentucky, en 1942. Il a commencé à jouer de la flûte à bec et du hautbois très tôt. Son père jouait également de la flûte à bec et du hautbois et était professeur de musique. 

### Formation
Après avoir étudié le hautbois moderne avec Raymond Dusté et John de Lancie, Haynes a déménagé aux Pays-Bas où il a étudié la musique ancienne de 1964 à 1967 avec Frans Brüggen et Gustav Leonhardt au Conservatoire royal de La Haye. 
En 1995, il a obtenu un doctorat en musicologie de l'université de Montréal pour une étude historique sur les standards de hauteur.

### En tant que musicien
Haynes a commencé sa carrière d'interprète au hautbois moderne en 1960, jouant avec des orchestres à San Francisco (les orchestres du San Francisco Ballet et du San Francisco Opera) et à Jalapa, au Mexique. En 1964, il s'installe aux Pays-Bas pour étudier l'interprétation de la musique ancienne et commence à jouer du hautbois ancien (hautboy).  Haynes a été l'un des premiers interprètes du 20e siècle à maîtriser le hautbois baroque et a joué un rôle clé dans l'établissement de normes d'exécution professionnelles pour cet instrument. Au milieu des années 1970, il a réintroduit le hautbois baroque en France au XXe siècle et a été parmi les premiers à jouer de cet instrument en Grande-Bretagne, en Italie et en Israël. Haynes s'est produit avec des instruments d'époque jusqu'au début des années 2000 et a réalisé un certain nombre d'enregistrements en solo et en ensemble.  Il a été membre fondateur du Philharmonia Baroque Orchestra (en) basé à San Francisco, avec sa femme et partenaire musicale de longue date, la violoncelliste et gambiste baroque, Susie Napper. Il a joué et/ou enregistré avec Frans Brüggen, Gustav Leonhardt, Sigiswald Kuijken et Barthold Kuijken, entre autres.

### Enseignement
Haynes a remplacé Frans Brüggen au Conservatoire royal de La Haye. Il y a également créé une classe de hautbois baroque, la première aux Pays-Bas, qu'il a enseignée jusqu'au début des années 1980. 
Haynes a été professeur associé à l'Université de Montréal et à l'Université McGill, à Montréal, au Québec, au Canada. Il a également été fréquemment invité comme conférencier par d'autres universités et associations musicales.

### Recherche et écrits
L'intérêt de Haynes pour le hautbois baroque (hautboy) et pour l'interprétation historiquement informée a donné lieu à de nombreuses recherches et à des écrits. Il a écrit un certain nombre d'articles et de livres (voir la liste ci-dessous) et a contribué au Die Musik in Geschichte und Gegenwart et au Grove Dictionary of Music and Musicians. Ses domaines de recherche comprennent la construction, le répertoire et les techniques de jeu du hautbois, l'histoire de la  hauteur, la pratique historique de l'interprétation, la rhétorique, l'éloquence et les Passions. M. Haynes a obtenu plusieurs bourses doctorales et postdoctorales du Conseil de recherches en sciences humaines du Canada et a été boursier principal du Conseil des Arts du Canada en 2003.

### Facture instrumentale
Haynes a été apprenti chez Friedrich von Huene (en) à Boston, Massachusetts, apprenant à faire des copies d'instruments originaux de musique baroque. En 1969, il ouvre son propre atelier en Californie. Par la suite, Haynes se consacre à la scène et à la recherche.

### Arrangement de Bach
En 2011, peu après la mort de Haynes, un disque compact a été publié par le Montréal Baroque dirigé par Eric Milnes (en) avec six "Nouveaux concertos brandebourgeois n° 7-12" de Johann Sebastian Bach. Bruce Haynes avait arrangé les mouvements des cantates de Bach en concertos de la même manière que Bach avait l'habitude de retravailler ses propres compositions. "Ces concertos ne sont pas des reconstitutions sérieuses", écrit Haynes dans le livret du CD, "simplement des essais spéculatifs pour démontrer les possibilités de traitement instrumental du riche fonds d'inventions musicales de Bach contenues dans les cantates et autres œuvres vocales"[réf. nécessaire].

## Textes choisis
- Music for Oboe, 1650–1800: a Bibliography (Berkeley, 1985, 2/1992)
- Lully and the Rise of the Oboe as seen in Works of Art, EMc, xvi (1988), 324–38
- Pitch Standards in the Baroque and Classical Periods (diss., U. of Montreal, 1995)
- A History of Performing Pitch: The Story of A (Scarecrow Press, 2002)
- The Eloquent Oboe: A History of the Hautboy from 1640 to 1760 (Oxford University Press, 2001)
- The Oboe (with Geoffrey Burgess), (Yale University Press, 2004)
- (en) The End of Early Music: A Period Performer's History of Music for the Twenty-First Century, Oxford University Press, 2007, 304 p. (ISBN 9780195189872, lire en ligne).